# Paratounka (village)
Paratounka  (en russe : Парату́нка) est un village du kraï du Kamchatka en Extrême-Orient russe, du raïon de Ielizovo dans le sud-est du kraï, et chef-lieu de la municipalité du même nom. Sa population s'élevait à 1 603 habitants en 2021. Le village possède des sources thermales.

## Géographie
Le village de Paratounka se situe dans le kraï du Kamtchatka, un kraï de l'Extrême-Orient russe. Il fait ainsi partie du district fédéral extrême-oriental, et le village se situe dans le raïon de Ielizovo dans le centre du kraï, qui compte en tout 27 localités. Le village se trouve à 28 km au sud de Ielizovo, le centre administratif du raïon, et à 27 km au sud-ouest de Petropavlovsk-Kamtchatski, la capitale du kraï. Le village possède des sources thermales.
Paratounka est située dans le sud-est de la péninsule du Kamtchatka. Paratounka, comme tout le kraï du Kamtchatka, est située dans le fuseau horaire MSK+9 (heure du Kamtchatka). Le décalage horaire appliqué par rapport au temps universel coordonné est +12:00.

## Histoire
Le village a été fondé en 1851.

## Démographie
Recensements (*) et estimations de la population,,, :
| 1926* | 1948 | 2002* | 2010* | 2021* | - |
| ----- | ---- | ----- | ----- | ----- | - |
| 140   | 754  | 1 669 | 1 619 | 1 603 | - |

En 2002, sur les 1669 habitants, il y avait 86 % de Russes.

## Culture locale et patrimoine
Le monastère orthodoxe de Tous les Saints Skete se situe près du village.

## Transports
La route régionale de Ielizovo au nord à Termalni au sud passe près du village.